# اجمانت (مریلیند)
اجمانت (به انگلیسی: Edgemont) یک منطقهٔ مسکونی در ایالات متحده آمریکا است که در مریلند واقع شده‌است. اجمانت ۲۳۱ نفر جمعیت دارد.